# Musawah
Musawah ('Igualdad'; en árabe : مساواة) es un movimiento global por la igualdad y la justicia en la familia musulmana y en las leyes de familia, liderado por feministas islámicas "que buscan reclamar el Islam y el Corán para sí mismas", aplicando interpretaciones progresistas de los textos sagrados. El nombre Musawah proviene de una palabra árabe que puede ser traducida como "igualdad".  Fue fundada en 2009.

## Contexto e historia
Aunque el Islam es una religión igualitaria, dado que las interpretaciones islámicas tradicionales se han hecho principalmente de manera patriarcal, las interpretaciones tradicionales no solo se utilizan para marginar a las mujeres de la vida política sino también para explotar sus recursos y su potencial aprovechando las estructuras jerárquicas que benefician a los hombres, relegando a las mujeres a roles subordinados y perpetrando injusticias contra las mujeres musulmanas dentro y fuera del país. 
Las mujeres académicas comenzaron a aplicar interpretaciones feministas islámicas desde finales del siglo XIX. En la década de 1990, esta visión aumentó ante la lucha por los derechos de las mujeres a nivel internacional, así el tratado internacional CEDAW (Convención sobre la eliminación de todas las formas de discriminación contra la mujer) y la Conferencia Mundial de la Mujer en Beijing en 1995 dieron origen al compromiso de eliminar la discriminación. A finales del siglo XX, la investigación sobre el feminismo islámico teórico se convirtió en una ciencia metódica de interpretación en toda regla llamada hermenéutica del feminismo en el Islam; que quiere promover las ideas de justicia de género e igualdad de género reinterpretándolas para permitir un verdadero sentido de los valores igualitarios islámicos y posteriormente ser desarrolladas en los movimientos activos de mujeres musulmanas.
Doce mujeres se reunieron en Estambul formando un comité de planificación en marzo de 2007, procedentes de países de todo el mundo: Egipto, Gambia, Indonesia, Irán, Malasia, Marruecos, Nigeria, Pakistán, Qatar, Turquía y el Reino Unido.
Musawah se lanzó oficialmente en Kuala Lampur en febrero de 2009, en una reunión de 250 activistas, académicas, profesionales del derecho y responsables políticas musulmanas de 47 países. Mona Eltahawy, periodista egipcio-estadounidense y miembro de Musawah, comentó sobre este momento fundacional: "Las mesas redondas y las charlas durante la cena [...] fueron acaloradas, pero no sobre los velos o la educación. Teníamos cuestiones mucho más pesadas en nuestras mentes, como el derecho de la mujer a iniciar el divorcio, cómo proteger a las mujeres contra los clérigos que dicen que el Islam da al marido el derecho de golpear a su esposa, como luchar contra el matrimonio forzado. En otras palabras, arrebatar el Islam a los hombres que lo usan contra nosotras". Las discusiones fueron apoyadas en parte por investigaciones sobre el impacto en las vidas de las mujeres del derecho de familia islámico, difundidas durante la década anterior por Women Living Under Muslim Laws.

## Enfoque
La defensa de Musawah se basa en cuatro fuentes principales:  
- Enseñanzas islámicas;
- Derechos Humanos Universales;
- Garantías constitucionales nacionales de igualdad;
- "Las vivencias reales de mujeres y hombres".

El movimiento Musawah ha identificado 45 países que tienen leyes discriminatorias que van en contra de los intereses, la justicia y la igualdad de las mujeres musulmanas.
En la práctica, esto se ha traducido en defensa de temas como la reforma de las leyes de divorcio en los países musulmanes. Las herramientas utilizadas por Musawah para promover este objetivo han incluido la investigación sobre las diferencias entre las leyes familiares musulmanas tradicionales y la CEDAW, la publicación de libros sobre jurisprudencia islámica y la creación de herramientas para los defensores.

## Papel y desafíos
Los desafíos en el trabajo de Musawah incluyen debates en curso sobre las múltiples interpretaciones del Corán y la defensa de una interpretación de los derechos humanos desde dentro del Islam, en lugar de un marco secular de derechos humanos.